# جين غيدز
جين غيدز (بالإنجليزية: Jane Geddes)‏ هي لاعبة غولف أمريكية، ولدت في 5 فبراير 1960 في هنتنغتون في الولايات المتحدة.

## وصلات خارجية
- جين غيدز على موقع رابطة لاعبات الغولف المحترفات (الإنجليزية)